# Sukarasa (Pangatikan)
Sukarasa is een bestuurslaag in het regentschap Garut van de provincie West-Java, Indonesië. Sukarasa telt 2914 inwoners (volkstelling 2010).